# 探偵ハート&ハート
『探偵ハート&ハート』（英題名：Hart to Hart）は、アメリカ・ABCで放送されたロバート・ワグナー、ステファニー・パワーズ主演のテレビドラマ。1979年から1984年の間に全5シーズンに渡り放送された。日本では、1981年からTBS系で放送。後にテレビ朝日でも放送。

## 概要
大富豪のジョナサンとジャーナリストであるジェニファーのハート夫妻の素人探偵を主役にした人気シリーズ。その他のレギュラー出演者は執事のマックス演じるライオネル・スタンダーやペットで夫妻の飼い犬のフリーウェイもレギュラーであるといえる。
パイロット版には主演のワグナーの当時の妻ナタリー・ウッドと後に夫人となるジル・セント・ジョンが共演を果たしている。制作はワグナーとウッドのプロダクション、RONA IIとスペリング／ゴールドバーグ・プロダクション。第4、第5シーズンはコロムビア・ピクチャーズ・テレビジョン（現ソニー・ピクチャーズ テレビジョン）も共同制作（第1 - 第3シーズンは配給のみ）。
原案は作家シドニィ・シェルダン、製作総指揮はアーロン・スペリング、レナード・ゴールドバーグ。
若き日のエド・ハリス、ロバート・イングランド、ミミ・ロジャースやデヴィッド・マッカラム、ティッピ・ヘドレン、レイ・ミランド（ジェニファーの父親役）、ドロシー・ラムーア、ジューン・アリソンらがゲストとして登場した。
1993年より2時間の単発ドラマとして8本の新作が製作され、ジョージ・ハミルトン、ジェームズ・ブローリン、ジョーン・コリンズといった往年のスターがゲスト出演した。

## 出演者
- ロバート・ワグナー（ジョナサン・ハート / 声：城達也）
- ステファニー・パワーズ（ジェニファー・ハート / 声：武藤礼子）
- ライオネル・スタンダー（マックス / 声：熊倉一雄）

| TBS 火曜22時                                                      | TBS 火曜22時                                                                              | TBS 火曜22時                                                 |
| 前番組                                                            | 番組名                                                                                    | 次番組                                                       |
| ----------------------------------------------------------------- | ----------------------------------------------------------------------------------------- | ------------------------------------------------------------ |
| 刑事スタスキー&ハッチ（第4シリーズ） 1980年9月16日～1981年1月27日 | 探偵ハート&ハート（第1シリーズ） 1981年2月3日～1981年7月21日                              | フラミンゴ・ロード 1981年7月28日～1981年11月17日             |
| フラミンゴ・ロード 1981年7月28日～1981年11月17日                  | 探偵ハート&ハート（第2シリーズ） 1981年11月24日～1982年4月27日 【当番組まで海外ドラマ枠】 | そこが知りたい 1982年5月4日～ 【ここからローカルセールス枠】 |